# Ліберато Марсіаль Рохас
Ліберато Марсіаль Рохас (ісп. Liberato Marcial Rojas Cabral; 17 серпня 1870, Асунсьйон, Парагвай — 22 серпня 1922, Монтевідео, Уругвай) — парагвайський політик, президент Парагваю.

## Життєпис
Ліберато Рохас був сином Ґорґоніо Рохаса і Авеліни Кабрал.
Рохас служив тимчасовим президентом республіки в період політичної нестабільності. Він був призначений Конгресом. Його кабінет включив у себе Франсіско Барейро (міністр фінансів), Даніеля Алехандро Аудіберта Кодаса (міністр внутрішніх справ), Едуардо Лопеса Морейру (міністр юстиції, культури і народної освіти), Амеріко Бенітеса (військовий і морський міністр) і Теодосія Ґонсалеса (міністр закордонних справ). 
Військовий переворот 14 січня 1912  змусив Рохаса піти у відставку, але він був відновлений на посаді за три дні.  
Однак 28 лютого 1912 новий переворот остаточно позбавив Рохаса влади. Він помер в Монтевідео 22 серпня 1922. 